# Falsapolia vitula
Falsapolia vitula är en skalbaggsart som först beskrevs av Francis Polkinghorne Pascoe 1871.  Falsapolia vitula ingår i släktet Falsapolia och familjen långhorningar. Inga underarter finns listade i Catalogue of Life.